# أفون لونغ
أفون لونغ (بالإنجليزية: Avon Long)‏ هو ممثل أمريكي، ولد في 18 يونيو 1910 في بالتيمور في الولايات المتحدة، وتوفي في 15 فبراير 1984 في نيويورك في الولايات المتحدة بسبب سرطان.

## أعمال

### أفلام
- (1973) اللدغة
- (1974) هاري وتونتو

## وصلات خارجية
- أفون لونغ على موقع IMDb (الإنجليزية)
- أفون لونغ على موقع ميوزك برينز (الإنجليزية)
- أفون لونغ على موقع قاعدة بيانات برودواي على الإنترنت (الإنجليزية)
- أفون لونغ على موقع ديسكوغز (الإنجليزية)
- أفون لونغ على موقع قاعدة بيانات الفيلم (الإنجليزية)